# Ischyropsalis carli
Ischyropsalis carli is een hooiwagen uit de familie Ischyropsalididae.